# Donna Summer

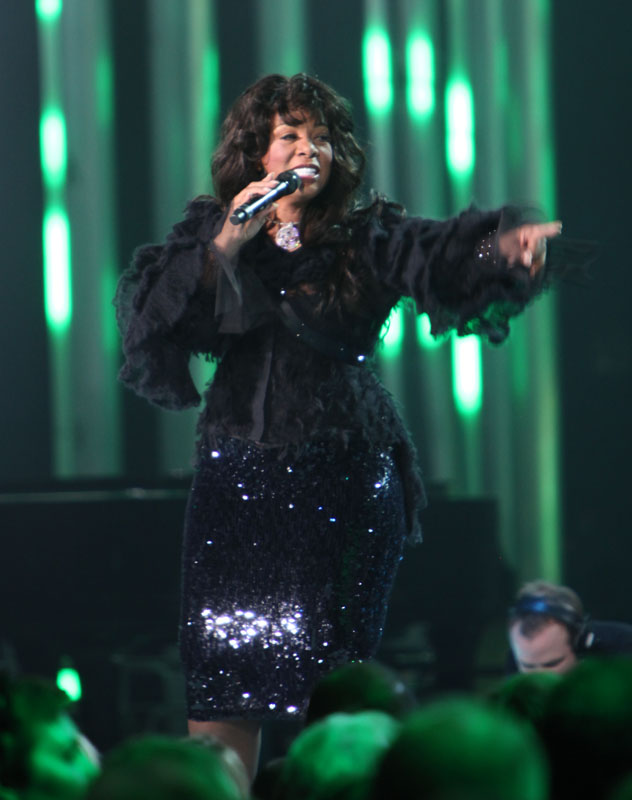
„Disco-Queen“ Donna Summer (2009)

Donna Summer (* 31. Dezember 1948 in Boston, Massachusetts; † 17. Mai 2012 in Naples, Florida; eigentlich LaDonna Adrian Gaines) war eine US-amerikanische Sängerin und Songschreiberin, die von 1968 bis 1976 in Deutschland und Österreich lebte und arbeitete.
Summer gilt als die „unbestrittene Disco-Queen“. Gemeinsam mit den Produzenten Giorgio Moroder und Pete Bellotte entwickelte sie ab Mitte der 1970er Jahre von München aus die moderne Tanzmusik weiter zu einer neuen Idee von internationalem Pop.
Mit Songs wie Love to Love You Baby, I Feel Love, Hot Stuff oder On the Radio wurde sie in der zweiten Hälfte der 1970er Jahre zum internationalen Star. Sie eroberte die Hitparaden weltweit und verkaufte geschätzte 130 Millionen Schallplatten. Sie war 1977 und 1979 die erfolgreichste Musikerin in Deutschland und 1979 und 1980 die erfolgreichste Musikerin der USA. Ihr Song I Feel Love ist der weltweit erfolgreichste Song der 1970er Jahre aus Deutschland. Sie gewann von 1978 bis 1997 fünf Grammys in vier verschiedenen Musikrichtungen (R’n’B, Rock, Gospel, Dance-Pop) und der von ihr interpretierte Song Last Dance 1978 einen Oscar. 1992 erhielt sie einen Stern auf dem Hollywood Walk of Fame. 2011 wurde Donna Summer mit ihrem Song I Feel Love für das Nationale Schallplattenverzeichnis der US-Kongressbibliothek (National Recording Registry of the Library of Congress) ausgewählt; sie gehört damit zum Klangerbe der USA, das für zukünftige Generationen bewahrt werden soll. 2013 wurde sie in die Rock and Roll Hall of Fame aufgenommen. 2018 wurde ein Remix ihres Songs Hot Stuff ihr 18. Nummer-1-Hit in den US-amerikanischen Club-Charts.

## Werdegang

### 1968–1973: Karrierebeginn in Deutschland
Donna Summer wuchs in einer Familie mit fünf Schwestern und einem Bruder auf. Ihr Vater Andrew arbeitete als Fleischer, Tapezierer und Fernsehmechaniker, ihre Mutter Mary Ellen Gaines in einer Turnschuhfabrik.
Wie viele afroamerikanische Musiker sammelte sie ihre ersten Gesangserfahrungen in einem Gospelchor. Mit zehn Jahren feierte sie bereits ihren ersten Soloauftritt im Gospelchor der Grant-A.M.E.-Kirche in Boston mit Johnny Langes/Mahalia Jacksons I Found The Answer. Mit 17 Jahren wurde sie die Frontfrau der weißen Bostoner Psychedelic-Rock-Band Crow. Mit ihr ging sie 1968 nach New York City, wo sie nach einem Auftritt der Band ein Angebot für einen Plattenvertrag von RCA erhielt.
Stattdessen bewarb sie sich für das Hippie-Musical Hair – es fanden sich zu wenige schwarze Musicalsängerinnen in Deutschland – und flog nach Zusage der Produzenten am 28. August 1968 dorthin. Am 24. Oktober 1968 stand sie als 19-Jährige bei der deutschen Erstaufführung dieses Musicals auf der Bühne des Münchner Theaters an der Brienner Straße. Donna Summer sang in diesem Musical Songs wie Wassermann (Aquarius) auf Deutsch, das sie fließend sprach. Wassermann wurde gleichzeitig Donna Summers erste Single überhaupt, noch unter dem Namen Donna Gaines und Ensemble veröffentlicht. Das Album Haare (Hair), aufgenommen mit den Sängern der deutschsprachigen Uraufführung wie Reiner Schöne (Berger), Ron Williams (Hud), Gudrun ‚Su‘ Kramer (Sheila), Elke Koska (Jeannie) und Donna Summer (Donna), erreichte Platz 4 in der deutschen Hitparade. In dem erfolgreichen Musical-Ensemble wirkten später neben ihr unter anderem auch Jürgen Marcus, Jutta Weinhold und Peter Kent mit, für die das Musical ebenfalls den Sprung ins Showgeschäft bedeutete.
Für Donna Summer folgten Fernsehauftritte (z. B. sang sie im TV-Krimi-Dreiteiler 11 Uhr 20 (ZDF 1970) den vom Filmkomponisten Peter Thomas geschriebenen Song Black Power sowie den von ihr und H. Hammerschmied komponierten Song If You Walkin' Alone). Sie wirkte 1968 im berühmten, provozierenden Afri-Cola-Werbespot von Charles Wilp mit. Sie trat mit Haare (Hair) in weiteren Städten sowie in weiteren Musicals in Österreich und Deutschland auf (Porgy and Bess, Show Boat, Ich bin ich (The Me Nobody Knows), Godspell (in Ich bin ich und Godspell unter dem Pseudonym Gayn Pierre)). Bei Proben an der Volksoper Wien begeisterte sie die Opernsängerin Julia Migenes mit einer herausragenden Sopranstimme. Während dieser Zeit entstanden Freundschaften, die ihr lebenslang wichtig waren. Sie lernte dabei auch ihren ersten Ehemann kennen, den österreichischen Kollegen und späteren Zahnarzt Helmuth Sommer (von 1969 bis 1970 Hair-Ensemblemitglied, Ich-bin-ich-Ensemblemitglied, 1971 Godspell-Ensemblemitglied), aus dessen anglifiziertem Namen ihr Künstlername Donna Summer wurde. Aus dieser Ehe ging 1973 ihre Tochter Mimi hervor.
1972 arbeitete sie mit der Mannheimer Band 2066 and Then zusammen und war unter anderem Sängerin des Single-Tracks Time Can’t Take It Away, der allerdings erst 1991 auf dem Album Reflexion on the Past erschien.
In München war sie auch Mitglied des elfköpfigen Popchors Family Tree, der im Sommer 1972 vom Würzburger Musikmanager Günter „Yogi“ Lauke zusammengestellt worden war. Mit dieser Gruppe war Donna Summer 1973 und 1974 in vielen europäischen Fernsehstudios und auf Konzerten zu Gast. Weitere Mitglieder von Family Tree waren u. a. Claus „Tommy“ Dittmar († 2000), Timothy „Timmy“ Touchton und die Luxemburgerin Monique Melsen, die ihr Heimatland beim Eurovision Song Contest 1971 in Dublin vertreten hatte.

### 1974–1979: Erste Erfolge mit Giorgio Moroder
1973 traf Donna Summer dann Giorgio Moroder und Pete Bellotte, ein Münchner Produzenten- und Songwriterteam. Ihre ersten gemeinsamen Songs (The Hostage, Lady of the Night) hatten ab 1974 in den Niederlanden, Belgien, Frankreich, Österreich und Deutschland Erfolg.
Der erste Welterfolg kam dann 1975 mit dem in den Münchner MusicLand-Studios aufgenommenen 17-minütigen Disco-Stück Love to Love You Baby mit der jazzigen Basslinie und dem erotischen Stöhnen. Donna Summer hatte die Zeile „I’d love to love you“ im Kopf und Marilyn Monroe vor Augen, Giorgio Moroder produzierte die Musik dazu. Dieser Song wurde nicht nur in den USA (Platz 2) und in Deutschland (Platz 6) ein Hit, sondern er war so wegweisend, dass selbst das Goethe-Institut auf seiner Internet-Seite schreibt: „Kaum weniger einflussreich für die elektronische Tanzmusik war das Schaffen des Produzenten Giorgio Moroder in München. […] ‚Love To Love You Baby‘ […] war eine 17-minütige, am orchestralen Philadelphia-Soul orientierte, dabei rein synthetische Tanzekstase, zu der […] Donna Summer orgasmisch stöhnte […]. Das Stück […] stand mit seinem voll synthetischen Endlosrhythmus Pate für Housemusik.“ Love to Love You Baby entwickelte sich damals zum Skandal, da die Aufnahmen besonders durch die aufreizenden Stöhnlaute der Sängerin auffielen. Im selben Jahr nahmen die drei auch das Album A Love Trilogy auf, an dem auch der deutsche Gitarrist Frank Diez mitarbeitete und welches 1976 veröffentlicht wurde.
Im Sommer 1977 erschien das Album I Remember Yesterday mit dem im Jahr zuvor in den Musicland Studios aufgenommenen elektronischen Disco-Hit I Feel Love, geschrieben von Giorgio Moroder, Pete Bellotte und Donna Summer. I Feel Love wurde ebenfalls zum Welterfolg und das dreiköpfige Musikerteam schrieb endgültig Musikgeschichte. Der Track gilt als Pionierstück der Elektronischen Tanzmusik und als bedeutender Vorläufer der House- und Techno-Musik. Schon damals hielt der englische Musiker und Produzent Brian Eno I Feel Love für den „Sound der Zukunft“. Und noch 2003 war für den amerikanischen Electro-Musiker Moby Donna Summer die revolutionärste Künstlerin der letzten 30 Jahre. I Feel Love sei der erste Song überhaupt gewesen, der in dieser Art geschrieben wurde (elektronische Musik und Stimme und sonst nichts). Der weltweite Erfolg des Songs gelang auch mit Hilfe von Neil Bogart, dem Chef der 1973 gegründeten Plattenfirma Casablanca Records, welcher Donna Summer dazu brachte, mit ihrem neuen Lebensgefährten, dem Münchner Maler Peter Mühldorfer, im Jahr 1976 zurück in die USA nach Los Angeles zu ziehen.
Ferner veröffentlichte Donna im Herbst 1977 ein Doppelalbum namens Once Upon a Time. Musikalisch wandelte sie dabei wie gewohnt auf Disco-Pfaden, überraschte aber auch durch Balladen und Mid-Tempo-Stücke.
Mit dem von Paul Jabara geschriebenen und von Giorgio Moroder im Las-Vegas-Popstil produzierten Song Last Dance wurde Donna Summers Wunsch erfüllt, zeigen zu dürfen, dass sie wirklich singen kann. Er war 1978 auf dem Höhepunkt der Disco-Ära der Titelsong im Musikfilm Gottseidank, es ist Freitag (Thank God It’s Friday). Der Film war kein großer kommerzieller Erfolg. Der Song landete jedoch auf Platz 3 in den Billboard Hot 100 und wurde mit dem Filmpreis Oscar in der Kategorie „Bester Song“ bei der Verleihung 1979 prämiert. Donna Summer erhielt für Last Dance 1978 ihren ersten Grammy in der Kategorie „Best R’n’B Vocal Performance, Female“.
Nach Last Dance hatte Donna Summer in den USA drei Nummer-1-Doppelalben in Folge. Keinem anderen Musiker war dies vor ihr gelungen. Sie war die erste Frau mit einem Nummer-1-Album und einer Nummer-1-Single gleichzeitig in der US-Billboard-Hitparade; eine Leistung, die sie sechs Monate später zweimal wiederholte. Sie war zudem die erste weibliche Solo-Künstlerin mit vier Nummer-1-Hits innerhalb von zwölf Monaten; darunter waren zwei weitere Stücke, die im tanzbaren Las-Vegas-Big-Entertainment-Stil produziert sind: MacArthur Park, (Coverversion des 1960er-Jahre-Klassikers von Jimmy Webb/Richard Harris) und das Duett mit Barbra Streisand No More Tears (Enough Is Enough). Platz 1 der Album-Hitparade eroberten die Alben Live and More, Bad Girls und On the Radio: Greatest Hits Volumes I & II, Platz 1 der Single-Hitparade MacArthur Park (zeitgleich mit dem Album Live and More), Hot Stuff, Bad Girls (beide zeitgleich mit dem Album Bad Girls) und No More Tears (Enough Is Enough).
Alle drei Konzerte zum Live-Album Live and More im Universal Amphitheater in Los Angeles im Juni 1978, die im Las-Vegas-Showstil konzipiert waren, waren ausverkauft. In Deutschland wurde On the Radio 1979 durch die Verwendung als Titelmelodie des Films Jeanies Clique (Foxes) zu Donna Summers bestplatziertem Lied in der Airplay-Hitparade.
Donna Summer gewann 1979 für Hot Stuff einen Grammy in der Kategorie „Best Rock Vocal Performance, Female“.
Ende 1979 kam es zum Bruch mit ihrer Plattenfirma. Sie verklagte die Firma Casablanca Record & FilmWorks sowie ihre ehemalige Managerin Joyce Bogart wegen Vertragsbruchs auf Schadenersatz. Sie wollte nicht mehr dem Marketing-Konzept ihrer Plattenfirma folgen und ständig die „First Lady of Love“ geben müssen, stattdessen einen neuen Weg einschlagen und Anerkennung auch als Musikerin erhalten. Nach den Jahren, in denen das Musikgeschäft ihr Leben bestimmt hatte, wollte sie außerdem ihrem Wunsch nach einem privaten Leben und einer Familie mehr Raum geben.

### 1980–1988: Geffen Records
1980 heiratete Summer erneut, und zwar den Amerikaner Bruce Sudano. Sie lernte ihn als Mitglied der Gruppe Brooklyn Dreams kennen, mit der sie seit 1977 musikalisch zusammengearbeitet hatte. Mit ihm schrieb sie z. B. Starting Over Again und verhalf damit Dolly Parton 1980 zu einem Platz 1 in der US-Country-Hitparade. 1981 kam ihre zweite Tochter Brooklyn Sudano und 1982 ihre dritte Tochter Amanda zur Welt. In den frühen 1980er Jahren offenbarte sie ihre Hinwendung zum Christentum.
Diese Änderung ihres Lebens drückte sie in entsprechenden Texten aus. Im Herbst 1980 erschien von Donna Summer, Giorgio Moroder und Pete Bellotte das bei Kritik und Publikum gleichermaßen erfolgreiche, mehr Rock- und New-Wave-orientierte Album The Wanderer. Es war die erste Veröffentlichung bei Geffen Records; außerhalb der USA vermarktete WEA International ihre Platten.
Zu dem von Quincy Jones produzierten und im Sommer 1982 erschienenen, schlicht Donna Summer genannten Album wurde sie von Geffen Records bewegt, nachdem die Plattenfirma sich 1981 geweigert hatte, das Album I’m a Rainbow zu veröffentlichen, das erst 1996 erschien. Dies bedeutete das Ende der Zusammenarbeit mit Giorgio Moroder und Pete Bellotte. Mit dem Album Donna Summer sollte sie als R’n’B-Sängerin etabliert werden. Die Single Love Is in Control (Finger on the Trigger) erreichte die Top 10 der US-Singlecharts. Auf der zweiten Single, dem von Jon Anderson & Vangelis geschriebenen, New-Age-artigen State of Independence, wirkte u. a. Michael Jackson in einem Star-Chor mit. Bruce Springsteen schrieb für das Album das rockige Protection und begleitete Donna Summer auch mit der Gitarre und als Background-Sänger. Mit dem Album Donna Summer waren weder Donna Summer noch die Kritik vollständig zufrieden.
Im Mai 1982 starb Neil Bogart, auf dessen Beerdigung Summer sang. Parallel zu der schwierigen Zeit bei Geffen Records liefen noch die Verhandlungen zur Trennung von Casablanca Records, die mittlerweile Polygram gehörten. Es wurde vereinbart, dass Donna Summer noch ein letztes Album für PolyGram herausbringen sollte.
Mitte 1983 folgte daraufhin das poppig-rockige Lied She Works Hard for the Money. Für den Kultur-Spiegel ist der von Michael Omartian produzierte Charterfolg Donna Summers „Hymne“. PolyGram erkannte, welches Erfolgspotenzial der in der Tradition von Bad Girls geschriebene Song hat, und produzierte ein professionelles Musikvideo. Der Song basiert auf einem Erlebnis Donna Summers mit einer eingeschlafenen Toilettenfrau. Hauptdarstellerin im Video ist eine Kellnerin, die außerdem in Büros putzen muss und in einer Fabrik erschöpft näht, um ihre beiden Kinder und sich ernähren zu können. Am Ende tanzt und demonstriert sie auf der Straße mit anderen arbeitenden Frauen. Das Video wurde vom Musikfernsehsender MTV in die High Rotation aufgenommen, was in den USA zur damaligen Zeit für eine schwarze Künstlerin nicht alltäglich war. Für das rockige He’s a Rebel aus dem Album She Works Hard for the Money wurde Donna Summer 1983 mit einem Grammy in der Kategorie Best Inspirational Performance ausgezeichnet.
Nach diesem Erfolg bei PolyGram wurde die Zusammenarbeit mit Geffen Records noch schwieriger. Sie erhielt zwar auch 1984 für den Gospelsong Forgive Me aus dem Album Cats Without Claws einen Grammy in der Kategorie Best Inspirational Performance, bei Geffen Records stellte sich aber nicht die kreative Magie wie in den 1970er Jahren bei Casablanca Records ein und die Zeit bei Geffen Records wurde auch kein wirtschaftlicher Erfolg.
1985 wurden ihr homophobe Äußerungen vorgeworfen, obwohl sie immer wieder abstritt, etwas gegen Homosexuelle zu haben. Bei vielen Benefizkonzerten setzte sie sich für den Kampf gegen AIDS ein.
Donna Summer und Geffen Records trennten sich, bevor ihr Album Another Place and Time veröffentlicht wurde. Ihr Vertrag mit WEA International lief noch bis 1991. 1988 schrieb sie mit den britischen Hitproduzenten Stock/Aitken/Waterman das Dance-Pop-Stück This Time I Know It’s for Real und landete im Frühjahr 1989 abermals in der deutschen und der US-amerikanischen Hitparade. Mit dem Lied Let There Be Peace aus ihrem 1991 veröffentlichten Album Mistaken Identity bezog Donna Summer sehr deutlich Stellung gegen den Zweiten Golfkrieg.
1992 erhielt sie einen Stern auf dem Hollywood Walk of Fame. In einem Interview in der Talk-Show Boulevard Bio im deutschen Fernsehen (ARD) erzählte sie 1994, es sei gut für sie gewesen, dass es in den 1980er Jahren ruhiger um sie wurde. Dies hätte ihr die Möglichkeit gegeben, die Tablettenabhängigkeit sowie Depressionen, die ihren Aufstieg im Musikgeschäft in den 1970er Jahren begleitet hatten, hinter sich zu lassen. Sie fand in den 1980er Jahren – nach ersten Erfahrungen während ihrer Zeit in München und Wien – auch wieder zur Malerei. Ihre Arbeit wurde weltweit ausgestellt, z. B. von der Steven-Spielberg-Stiftung Starbright Foundation oder im Whitney Museum of American Art in New York City.

### Donna Summer in Nashville

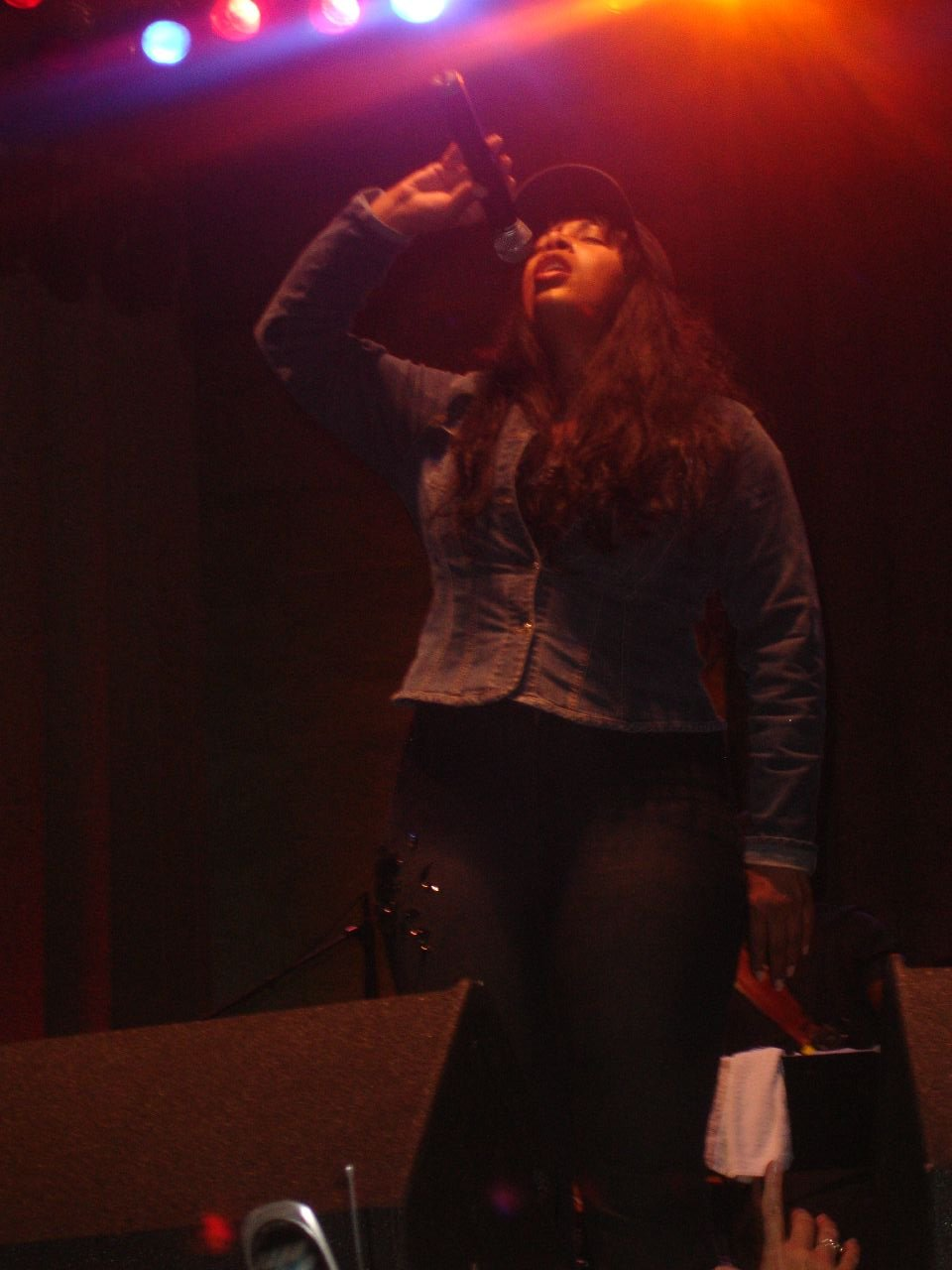
Donna Summer (2005)

In den Jahren danach zog sie zusammen mit ihrem zweiten Ehemann Bruce Sudano ihre drei Töchter Mimi, Brooklyn und Amanda groß und gab Konzerte.
1994 entstand in Nashville, Tennessee, ihr Weihnachtsalbum Christmas Spirit; ein Jahr später zog sie ganz dorthin. Mit Liza Minnelli nahm sie 1996 das Duett Does He Love You? auf. 1997 erhielten Donna Summer und Giorgio Moroder für Carry On einen Grammy in der Kategorie Best Dance Recording. 1998 gab sie in der New Yorker Carnegie Hall ein AIDS-Wohltätigkeitskonzert für die Gay Men’s Health Crisis; dabei kamen 400.000 US-Dollar zusammen. 1999 stellte sie ihr Live-Album und -Video VH1 Presents Donna Summer: Live & More Encore! bei der Fernsehshow Wetten, dass..? (ZDF) mit einem Medley ihrer größten Hits live vor. Sie verfasste im Jahr 2003 zusammen mit Marc Eliot ihre Autobiografie Ordinary Girl – The Journey. Im Rahmen ihrer Sommertour 2005 durch die USA und Kanada trat Donna Summer vor 45.000 Zuschauern bei einem Open-Air-Konzert in Chicago auf. Im selben Jahr sammelte Donna Summer in einem Wohltätigkeitskonzert Geld für die VH1-Musikstiftung, die die Anschaffung von Musikinstrumenten für öffentliche Schulen in Amerika finanziert. Dort sang sie Try a Little Tenderness im Duett mit Joss Stone, die mit ihrer Version von Donna Summers On the Radio ihren ersten Plattenvertrag erhalten hatte.
Nachdem ihre Kinder erwachsen waren – Brooklyn ist Schauspielerin, Amanda Musikerin, Mimi ist Mutter von vier Kindern –, ging sie zurück ins Studio, um Crayons aufzunehmen. Die Promo-Single I’m a Fire, die Singleauskopplung Stamp Your Feet und die Promo-Single Fame (The Game) erreichten Platz 1 der Billboard Dance / Club Play Charts. Im Rahmen ihrer Crayons-Tour wurde sie Anfang Juli 2009 in Paris im ausverkauften Palais des congrès mit stehenden Ovationen empfangen.

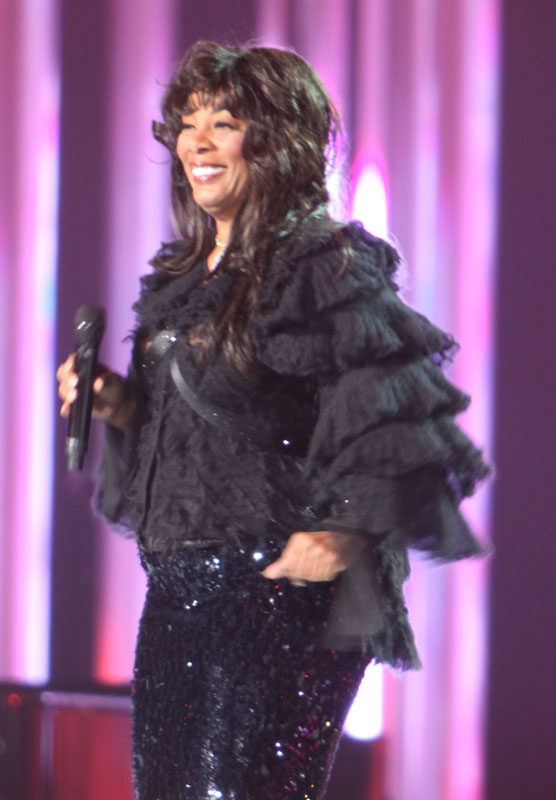
Donna Summer beim Friedensnobelpreis-Konzert (2009)

Am 30. Juli 2009 fand Donna Summers erstes Solo-Konzert in Deutschland statt. Sie trat im Tempodrom in Berlin mit einer „immer noch energiegeladenen, emotionaler gewordenen und sehr geerdeten Stimme“ auf, so Spex. Am 11. Dezember 2009 hatte sie in Oslo einen Auftritt beim Konzert zur Verleihung des Friedensnobelpreises an US-Präsident Barack Obama.
Videoregisseur Chris Cunningham nahm mit ihr 2008 für einen Gucci-Werbespot I Feel Love neu auf. Das Modelabel Diesel remixte mit ihr 2011 Love To Love You Baby für einen Werbespot. Die Modemacher Dolce und Gabbana luden sie 2005 anlässlich des 20-jährigen Bestehens ihres Modelabels zu einem Auftritt nach Mailand ein, Tiffany 2010 nach Peking, Modedesigner Marc Jacobs und Louis Vuitton nach London. Louis Vuitton widmete sie To Paris with Love, einen Song, den sie mit Bruce Roberts geschrieben hatte.
Am 1. Oktober 2011 hatte sie ihren letzten öffentlichen Auftritt bei der Las-Vegas-Show ihres guten Freundes David Foster. Für ihn trat sie noch ein allerletztes Mal privat auf seiner Hochzeit am 11. November 2011 auf und sang ihren Song Last Dance, der in den USA auf Hochzeitsfeiern gerne gespielt wird.
Am 17. Mai 2012 starb Donna Summer im Kreise ihrer Familie im Alter von 63 Jahren auf ihrem Zweitwohnsitz in Naples, Florida, an Lungenkrebs. Sie fand ihre letzte Ruhe in Nashville, Tennessee, auf den Harpeth Hills Memory Gardens, Abschnitt Garden of Faith.
US-Präsident Barack Obama würdigte sie in einer offiziellen Erklärung.

### Donna Summer als Schauspielerin
In der in den 1990er Jahren sehr beliebten Serie Alle unter einem Dach spielte sie zweimal die „Tante Oona aus Altoona“ von Steve Urkel (Jaleel White).

### Posthum
Mit Love to Love You Donna erschien im Oktober 2013 bei Verve Records ein Tributealbum mit Remixen ihrer Stücke. Sie wurden u. a. von Giorgio Moroder, Hot Chip und Duke Dumont in den unterschiedlichen, aktuellen Stilen der Electronic Dance Music (EDM) neu aufgenommen. Die Remixe von Laidback Luke, Rosabel und Frank Lamboy zu Donna Summers Song MacArthur Park belegten im Dezember 2013 Platz 1 der Billboard Dance / Club Play Charts.
Im November 2017 hatte das Musical Summer: The Donna Summer Musical über das Leben von Donna Summer mit ihren größten Hits und weiteren Liedern, die sie zwischen 1968 und 2008 aufgenommen hatte, im Theater La Jolla Playhouse in San Diego, Kalifornien, Uraufführung. 2018 wurde es am Broadway im Lunt-Fontanne Theatre aufgeführt.

## Bedeutung
Der Stern nennt Donna Summer „die große Bahnbrecherin“. „Sie riss“ nach Ansicht von John Lydon, dem ehemaligen Sänger der Punk-Rock-Band Sex Pistols, „viele Barrieren ein“.
Love to Love You Baby aus dem Jahre 1975 stand laut Goethe-Institut „Pate für Housemusik“. I Feel Love von 1977 war für John Lydon „der kühne Beginn der Rave-Kultur“. Jim Kerr nahm 1978 I Feel Love zum Anlass, seine Punk-Band aufzulösen und die Pop-Rock-Band Simple Minds zu gründen. Über das Album Bad Girls aus dem Jahre 1979 schreibt der Rolling Stone: „Mit ihren brillanten Produzenten Giorgio Moroder und Pete Bellotte entwickelte sie eine neue Idee von internationalem Pop. Madonnas Karriere ohne Summer und Bad Girls? Undenkbar.“ Und „wäre Cold Love [die zweite Singleauskopplung aus dem Album The Wanderer von 1980] drei Jahre später veröffentlicht worden, […] es wäre der verdiente Hit geworden, […] der die Entwicklung von Dance-Rock erheblich gefördert hätte,“ so der ehemalige Rockmusikkritiker des Rolling Stone Dave Marsh.
Donna Summer „ging über die Grenzen von Rassenschranken und Musikstilen hinaus“ und „ebnete“ in den Augen des Pop-Rock-Musikers Lenny Kravitz „so vielen den Weg“. Eine Meinung, die Musiker unterschiedlichster Musikrichtungen teilen, zum Beispiel die Latin-Pop-Sängerin Gloria Estefan, die Hip-Hop-Soul-Sängerin Mary J. Blige und die Pop-Soul-Sängerin Natasha Bedingfield. Sie übte auch 2009 noch direkten Einfluss auf junge und etablierte Künstler aus. Das Electropunk-Trio Gossip mit Sängerin Beth Ditto stellte sich 2009 bei der Hitsingle Heavy Cross vor, dass Donna Summer einen Song der Gothic-Punk-Band Bauhaus singen würde.
Das britische Musikmagazin Blues & Soul stellt fest, dass Donna Summers Songs, die sich durch „strukturierte Arrangements, einen Wechsel der Töne, im Ohr bleibende Melodien und Texte“ auszeichnen, zu „Pop-Standards geworden sind“.

## Diskografie
Alben

| Jahr | Titel                        | Höchstplatzierung, Gesamtwochen, AuszeichnungChartplatzierungen (Jahr, Titel, Platzierungen, Wochen, Auszeichnungen, Anmerkungen) | Höchstplatzierung, Gesamtwochen, AuszeichnungChartplatzierungen (Jahr, Titel, Platzierungen, Wochen, Auszeichnungen, Anmerkungen) | Höchstplatzierung, Gesamtwochen, AuszeichnungChartplatzierungen (Jahr, Titel, Platzierungen, Wochen, Auszeichnungen, Anmerkungen) | Höchstplatzierung, Gesamtwochen, AuszeichnungChartplatzierungen (Jahr, Titel, Platzierungen, Wochen, Auszeichnungen, Anmerkungen) | Höchstplatzierung, Gesamtwochen, AuszeichnungChartplatzierungen (Jahr, Titel, Platzierungen, Wochen, Auszeichnungen, Anmerkungen) | Höchstplatzierung, Gesamtwochen, AuszeichnungChartplatzierungen (Jahr, Titel, Platzierungen, Wochen, Auszeichnungen, Anmerkungen) | Anmerkungen                                                                   |
| Jahr | Titel                        | DE | AT | CH | UK | US | R&B | Anmerkungen                                                                   |
| ---- | ---------------------------- | --- | --- | --- | --- | --- | --- | ----------------------------------------------------------------------------- |
| 1974 | Lady of the Night            | — | — | — | — | — | — | Erstveröffentlichung: 25. Februar 1974 nur in den Niederlanden veröffentlicht |
| 1975 | Love to Love You Baby        | DE23 (20 Wo.)DE | AT10 (4 Wo.)AT | — | UK16 Gold · (9 Wo.)UK | US11 Gold · (30 Wo.)US | R&B6 (25 Wo.)R&B | Erstveröffentlichung: 27. August 1975                                         |
| 1976 | A Love Trilogy               | DE24 (28 Wo.)DE | AT8 (12 Wo.)AT | — | UK41 Gold · (10 Wo.)UK | US21 Gold · (27 Wo.)US | R&B16 (22 Wo.)R&B | Erstveröffentlichung: 5. März 1976                                            |
| 1976 | Four Seasons of Love         | DE31 (6 Wo.)DE | — | — | UK— SilberUK | US29 Gold · (26 Wo.)US | R&B13 (20 Wo.)R&B | Erstveröffentlichung: 11. Oktober 1976                                        |
| 1977 | I Remember Yesterday         | DE7 (20 Wo.)DE | AT3 (20 Wo.)AT | — | UK3 Gold · (23 Wo.)UK | US18 Gold · (40 Wo.)US | R&B11 (28 Wo.)R&B | Erstveröffentlichung: 13. Mai 1977                                            |
| 1977 | Once Upon a Time             | — | — | — | UK24 Gold · (12 Wo.)UK | US26 Gold · (58 Wo.)US | R&B13 (26 Wo.)R&B | Erstveröffentlichung: 31. Oktober 1977                                        |
| 1979 | Bad Girls                    | DE7 (24 Wo.)DE | AT8 (12 Wo.)AT | — | UK23 Silber · (23 Wo.)UK | US1 ×2Doppelplatin · (49 Wo.)US                                                                                                   | R&B1 (45 Wo.)R&B | Erstveröffentlichung: 20. April 1979                                          |
| 1980 | The Wanderer                 | DE54 (5 Wo.)DE | — | — | UK55 (2 Wo.)UK | US13 Gold · (18 Wo.)US | R&B12 (15 Wo.)R&B | Erstveröffentlichung: 20. Oktober 1980                                        |
| 1982 | Donna Summer                 | DE37 (6 Wo.)DE | AT19 (2 Wo.)AT | — | UK13 (16 Wo.)UK | US20 Gold · (37 Wo.)US | R&B6 (38 Wo.)R&B | Erstveröffentlichung: 19. Juli 1982                                           |
| 1983 | She Works Hard for the Money | DE14 (15 Wo.)DE | — | CH23 (2 Wo.)CH | UK28 (5 Wo.)UK | US9 Gold · (32 Wo.)US | R&B5 (33 Wo.)R&B | Erstveröffentlichung: 13. Juni 1983                                           |
| 1984 | Cats Without Claws           | DE39 (4 Wo.)DE | — | CH13 (4 Wo.)CH | UK69 (2 Wo.)UK | US40 (17 Wo.)US | R&B24 (13 Wo.)R&B | Erstveröffentlichung: 4. September 1984                                       |
| 1987 | All Systems Go               | — | — | — | — | US122 (6 Wo.)US | R&B53 (5 Wo.)R&B | Erstveröffentlichung: 15. September 1987                                      |
| 1989 | Another Place and Time       | DE49 (23 Wo.)DE | — | CH23 (1 Wo.)CH | UK17 Gold · (28 Wo.)UK | US53 (20 Wo.)US | R&B71 (9 Wo.)R&B | Erstveröffentlichung: 20. März 1989                                           |
| 1991 | Mistaken Identity            | — | — | — | — | — | R&B97 (2 Wo.)R&B | Erstveröffentlichung: 23. August 1991                                         |
| 1996 | I’m a Rainbow                | — | — | — | — | — | — | Erstveröffentlichung: 20. August 1996 wurde bereits 1981 aufgenommen          |
| 2008 | Crayons                      | DE73 (1 Wo.)DE | — | CH85 (2 Wo.)CH | — | US17 (6 Wo.)US | R&B5 (14 Wo.)R&B | Erstveröffentlichung: 20. Mai 2008                                            |

grau schraffiert: keine Chartdaten aus diesem Jahr verfügbar

## Dokumentationen
- Donna Summer – Hot Stuff. Von Lucía Palacios und Dietmar Post. Deutschland/USA 2013, 55 Minuten. Gesendet auf arte am 17. August 2013.[78]
- Love to Love You, Donna Summer. Von Roger Ross Williams und Brooklyn Sudano. USA 2023, 105 Minuten. Weltpremiere auf den 73. Internationalen Filmfestspielen Berlin 2023.[79]

## Filmografie
- 1970: 11 Uhr 20 – Teil 1: Mord am Bosperus (Fernsehfilm)
- 1978: Gottseidank, es ist Freitag (Thank God It’s Friday) (Film)
- 1994: Alle unter einem Dach – Saison 5, Episode 23: Aunt Oona (Fernsehserie)
- 1997: Alle unter einem Dach – Saison 8, Episode 22: Pound Foolish (Fernsehserie)